# Kota Administrasi Jakarta Selatan
Kota Administrasi Jakarta Selatan (indonesiska: Kotamadya Jakarta Selatan) är ett kabupaten i Indonesien.   Det ligger i provinsen Jakarta, i den västra delen av landet. Huvudstaden Jakarta ligger i Kota Administrasi Jakarta Selatan. Antalet invånare är 2 204 395. Arean är 141 kvadratkilometer.
Terrängen i Kota Administrasi Jakarta Selatan är platt.